# Esfinge (mitología)

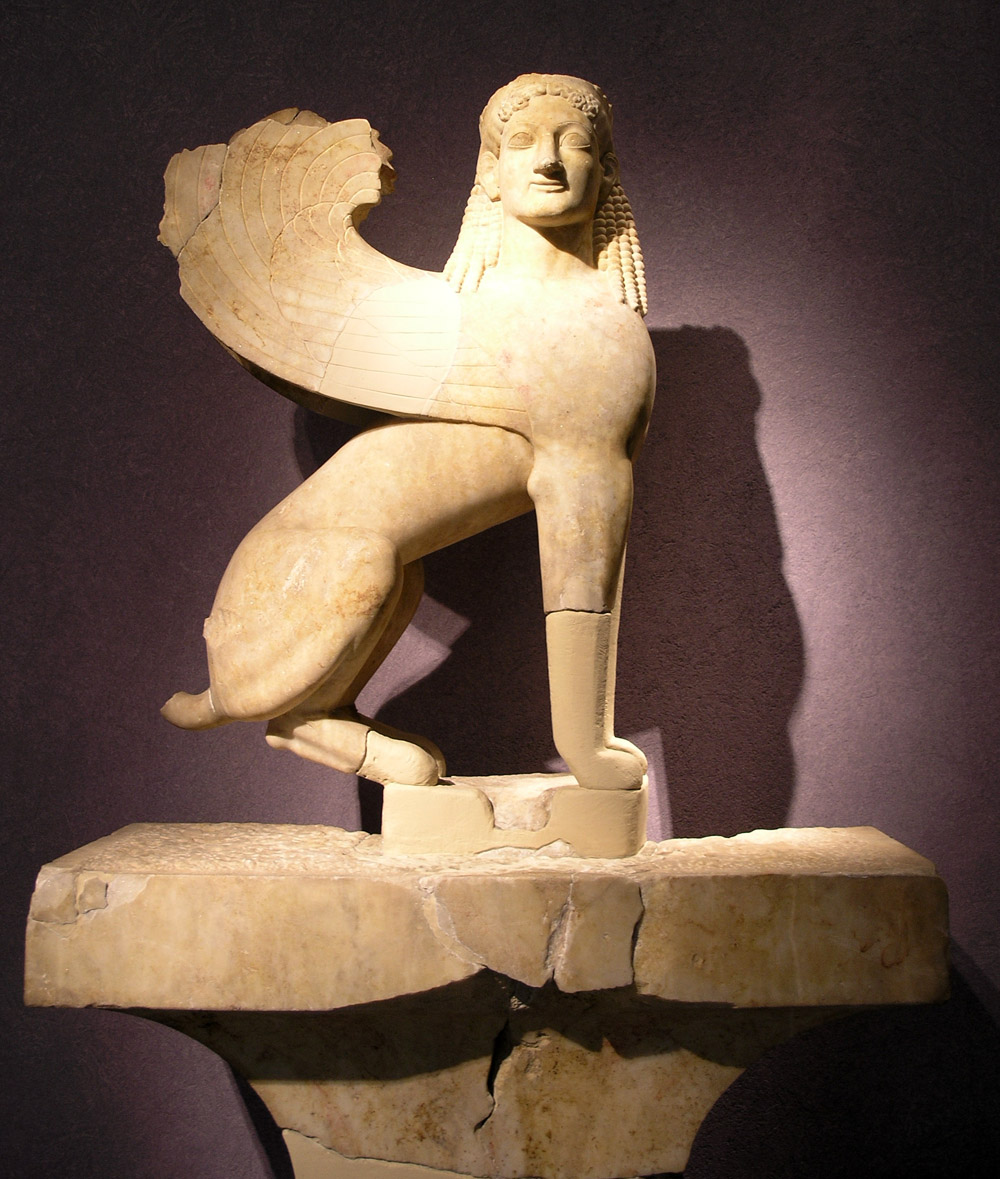
Esfinge funeraria arcaica (560-550 a. C.) llevando una banda y una corona de hojas en la cabeza, hallada como elemento reutilizado en el Muro de Temístocles en el Cerámico (Museo Arqueológico del Cerámico de Atenas, Inv. P1050. Alt. 63 cm).

En la mitología griega, la Esfinge (en griego antiguo Σφίγξ, o Φίξ en beocio; latín: Sphinx) era una criatura mítica de destrucción y mala suerte, que se representaba con rostro de mujer, cuerpo de león y alada. 
Era mitificada como traicionera y despiadada, y capaz de matar y comer a aquellos que no fuesen capaces de responder a su acertijo. Esta versión mortal de una esfinge aparece en el mito y drama de Edipo.
A diferencia de la esfinge griega, representada en forma femenina, la esfinge egipcia se muestra típicamente como un hombre, una androsfinge (en griego antiguo: ανδρόσφιγξ). Además, era vista como benévola aunque con una fuerza feroz similar a la malévola versión griega. En ambos mitos fueron consideradas guardianes y, a menudo, flanquean las entradas a los templos.

## Etimología
La palabra esfinge proviene del griego Σφίγξ, asociado por etimología popular con el verbo σφίγγω (sphingō), que significa "apretar", "tensar". Este nombre puede derivarse del hecho de que los leones matan a sus presas por estrangulamiento, mordiendo la garganta de las presas y sujetándolas hasta que mueren. Sin embargo, la historiadora Susan Wise Bauer sugiere que la palabra "esfinge" era en cambio una corrupción griega del nombre egipcio "shesepankh", que significaba "imagen viva", y se refería más bien a la estatua de la esfinge, que fue tallada en " roca viva" (roca que estuvo presente en el sitio de construcción, no cosechada y traída de otro lugar), que a la bestia misma.

## Origen
Hesíodo, quien en su Teogonía es el primero que la menciona, la hace hija de Ortro y de una madre a la que denomina simplemente como «ella», que por el contexto puede ser la Quimera pero también Equidna o Ceto. Sea como fuera la Esfinge es descrita como hermana del león de Nemea. Opinión que no comparte Laso de Hermíone, quien la estima nacida de Equidna y Tifón; siendo de la misma opinión Higino y Apolodoro. Otros la señalan como el fruto de los amores entre Tifón y la Quimera.

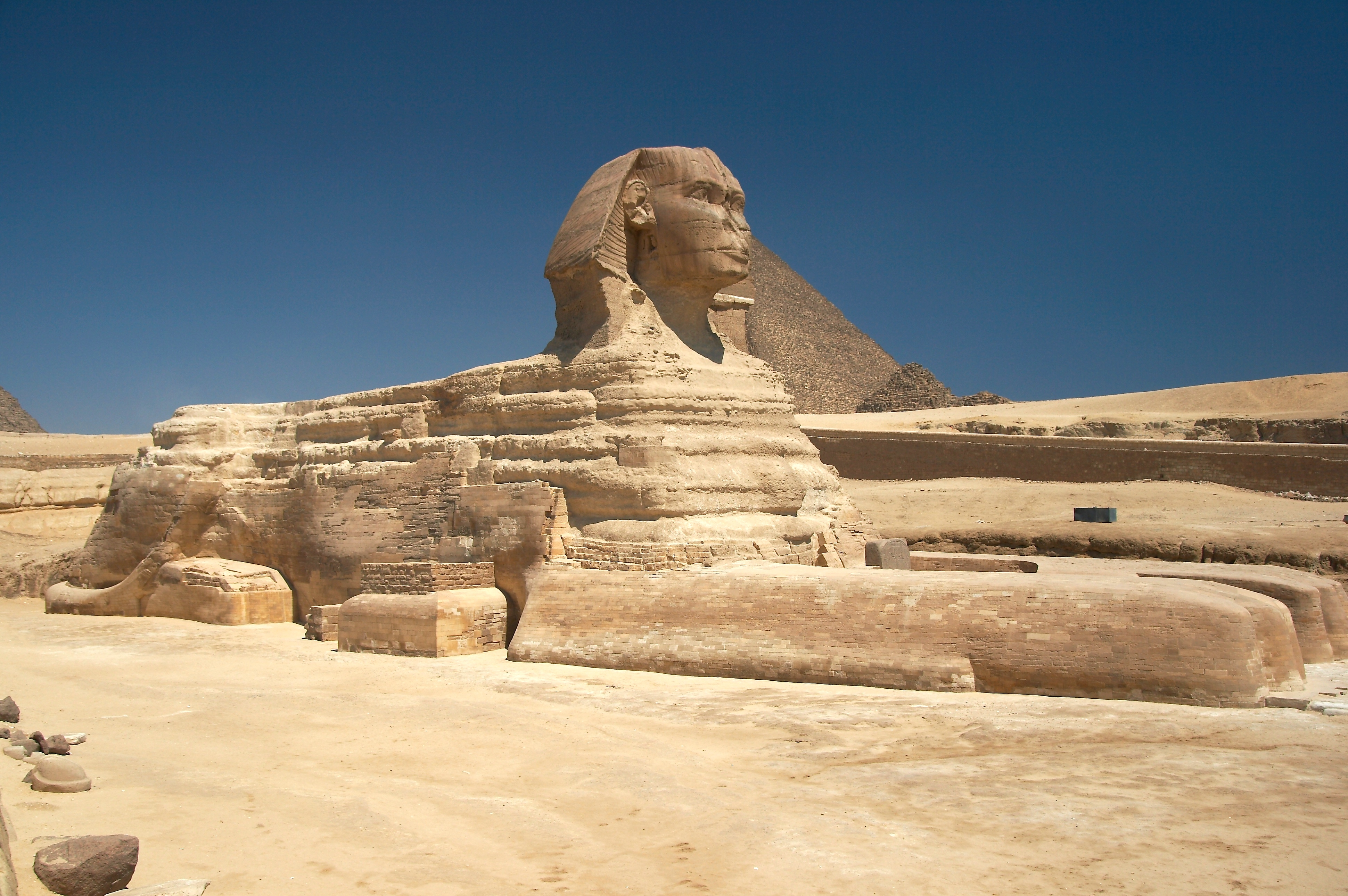
Gran Esfinge de Guiza.

Para la mayoría de los escritores de la antigüedad, la Esfinge era única y de ascendencia divina. Sin embargo, hay algunos que dan a entender que se trataría de una especie de animal. Así, Plinio el Viejo señala que las esfinges habitaban las zonas más remotas de Etiopía y tenían un pelaje pardo rojizo.
Otros más, aplicando una óptica racionalizante, dicen que Esfinge era una mujer mortal, hija de Layo, del beocio Ucalegonte, o bien era la esposa de Cadmo. Pausanias, por ejemplo, dice que la Esfinge era en realidad una hija ilegítima de Layo, y que este por cariño le dio a conocer el oráculo de Delfos dado a Cadmo. Ningún otro conocía el oráculo, excepto los reyes. Por consiguiente, cuando venía uno de sus hermanos para reclamar el trono de la Esfinge —Layo tenía hijos de concubinas— y la respuesta del oráculo de Delfos se refería solamente a Epicasta y sus hijos, la Esfinge se valía de engaños respecto a sus hermanos, diciendo que, si eran hijos de Layo, conocerían el oráculo dado a Cadmo. Y como no sabían responder, los castigaba con la muerte, porque reclamaban injustificadamente su linaje y su trono. Pero Edipo llegó aleccionado sobre el oráculo por un sueño.
Paléfato dice que Cadmo tenía una esposa amazona que se llamaba Esfinge. Llegó a Tebas, mató a Dracón y se apoderó del reino. Después tomó a la hermana de Dracón, que se llamaba Harmonía. Esfinge sintió que iba a casarse con la otra mujer así que convenció a muchos de los ciudadanos para que se fueran con ella. Se apoderaron de la mayor parte del dinero y del sabueso de patas rápidas que trajo Cadmo, y se los llevaron al monte Ficio. Allí hizo la guerra a Cadmo, tendiendo emboscadas en los momentos oportunos y despedazando a los que mataba. Los cadmeos llamaban a la emboscada «acertijo». Era común entre los ciudadanos decir que «La salvaje Esfinge nos hace pedazos habiendo puesto un acertijo, y se sienta sobre una montaña». Nadie fue capaz de descubrir el acertijo, por ser imposible luchar contra ella abiertamente, «porque ella no corre sino que vuela, y es a la vez perro y mujer, y tan veloz de pies». Cadmo proclamó que daría mucho dinero a quien matase a Esfinge. Así que Edipo vino, un hombre de Corinto bueno en cosas militares, con un caballo veloz. Hizo una banda con los cadmeos y salieron por la noche y la emboscaron. Encontró el enigma, es decir, la emboscada, y mató a Esfinge. Después de que esto sucediera, el resto fue mitificado.

## Características
La Esfinge griega, por lo general, era un monstruo que tenía un cuerpo alado de león, con los pechos y la parte superior de una mujer. Apolodoro la describe «con rostro y busto de mujer, patas de león, cuerpo de perro, cola de dragón y alas de pájaro». Estacio precisa que tenía el rostro pálido, la boca llena de veneno, ojos como brasas encendidas y las alas siempre manchadas de sangre. Heródoto llamó a las esfinges egipcias, que tienen rostro de hombre y carecen de alas, androesfinges, para distinguirlas de la Esfinge griega.

## En Grecia

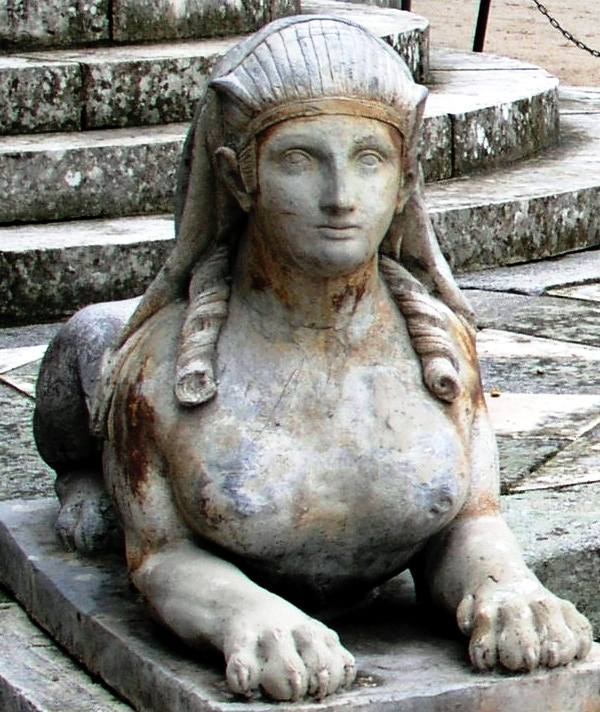
Estatua moderna de la Esfinge.

Hesíodo llama a la Esfinge «ruina de los cadmeos», aludiendo a los tiempos en que «llegó desde la parte más lejana de Etiopía» para causar el terror en los campos que circundaban la ciudad de Tebas. El poeta la llamaba Fix (Φίξ, Fíx) en dialecto beocio, porque provenía por el monte Ficio.
Fue enviada por un dios, pero no hay acuerdo sobre cuál. La mayoría de los autores señala que fue la vengativa Hera, opinión que sostienen, entre otros, Apolodoro y el autor del escolio de las Fenicias. Señala este último que el motivo de la diosa habría sido la impunidad en que los tebanos quedaron tras el rapto y la seducción que Layo, rey de Tebas, cometiera en la persona del joven Crisipo. También se menciona como que fue enviada por Dioniso y Ares, vinculando las razones de este último al episodio en el que su hijo, el dragón ismenio, fue muerto a manos de Cadmo, el fundador de Tebas. Eurípides, por su parte, señala que la envió Hades. Por último, hay quien dice que fue una de las mujeres que, junto con las hijas de Cadmo, cayeron en la locura y se metamorfosearon en la monstruosa figura.
La Esfinge se asentó en uno de los montes del oeste de la ciudad de Tebas: el Ficio o el Antedón. Desde ahí se dedicó a asolar la campiña tebana destruyendo las siembras y matando a todos los que no fueran capaces de resolver sus enigmas. Mataba estrangulando, y algunas opiniones refieren que de ahí viene su nombre, ya que cerraba (sphíggein, ‘cerrar’) el paso del aire a los desafortunados que caían en sus garras.
Higino refiere que la Esfinge propuso a Creonte, rey de Tebas, que si alguien era capaz de resolver uno de sus enigmas se iría para siempre; pero si no, mataría a quienes fallasen y seguiría destruyendo. Apolodoro no cree que el monstruo haya sido capaz de compromiso alguno, y propone que debió haber sido un oráculo el que revelara a los tebanos la forma de librarse de la Esfinge.

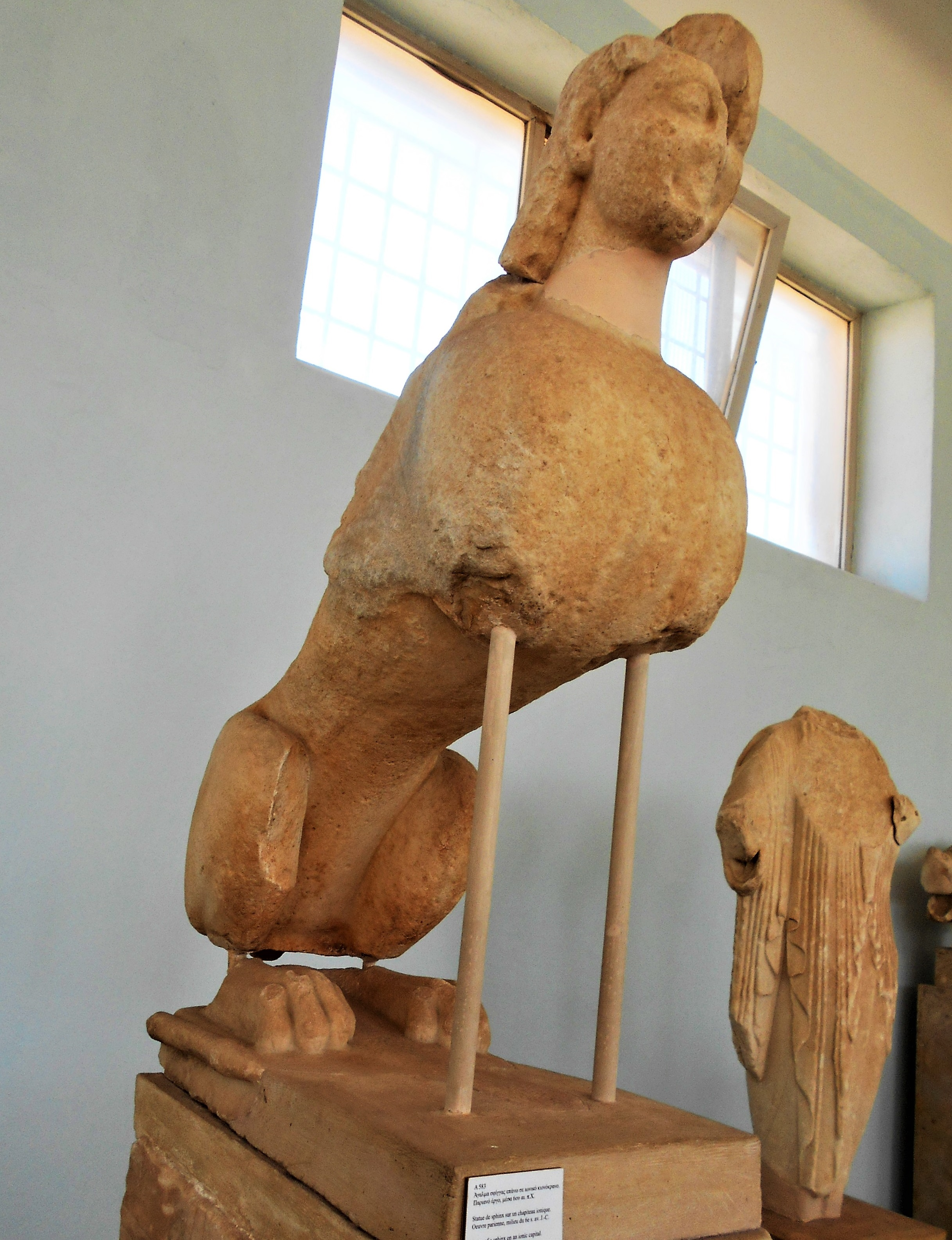
Esfinge que se encontraba en una alta columna jónica en el Artemison (de Paros, fechada entre el 560 y el 550 a. C.), expuesta en el Museo de la isla de Delos (Mýkonos -Grecia-).

La esfinge fue el emblema de la antigua ciudad-estado de Quíos, apareciendo en sellos y en el anverso de monedas desde el siglo VI a. C. hasta el siglo III d. C..

## El acertijo

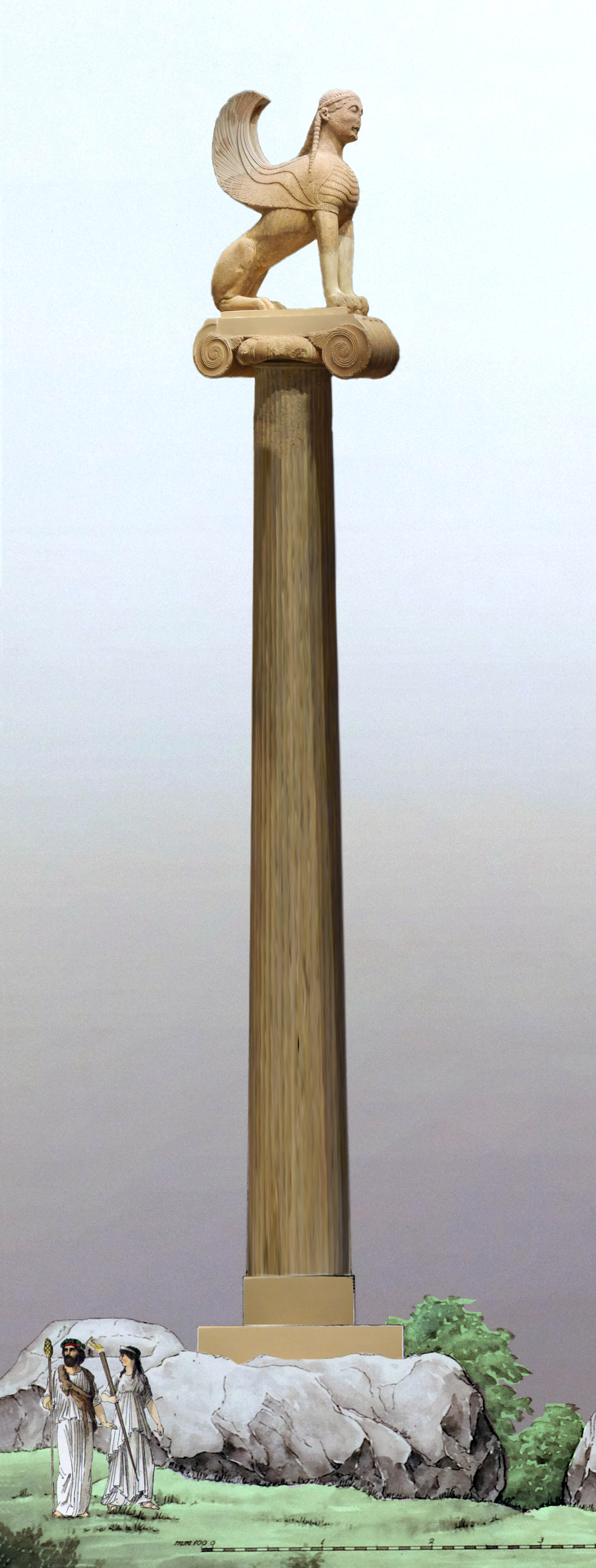
La Esfinge de Naxos, sobre su columna jónica de 12,5 metros, Delfos, 560 a. C. (recreación por ordenador de su aspecto original).

Se dice que la Esfinge custodiaba la entrada a la ciudad griega de Tebas, preguntando un acertijo a los viajeros para permitirles el paso. El enigma exacto preguntado por la Esfinge no fue especificado por los primeros narradores del mito, y no fue estandarizado como el que se da a continuación hasta tarde en la historia griega.
Según Apolodoro, la Esfinge había aprendido el arte de formular enigmas de las Musas. Cuenta Aristófanes el gramático que Edipo mismo la llamó musa, ya que era propio de las Musas el manejar las palabras con belleza, esto es, a través del canto. La Esfinge cantaba sus enigmas, así lo afirma Pausanias. Sófocles la llama «cruel cantora».
Se decía en la sabiduría popular tardía que Hera o Ares envió a la Esfinge desde su Etiopía natal (los griegos siempre recordaron el origen extranjero de la Esfinge) a Tebas en Grecia, donde preguntaba a todos los transeúntes el acertijo más famoso de la historia. Y estranguló y devoró a todo aquel que no pudo responder.
El acertijo, en la sencilla formulación de Apolodoro, habría sido: «¿Qué ser provisto de voz es de cuatro patas, de dos y de tres?» Semejante enunciación la encontramos en Diodoro Sículo, a saber: «¿Cuál es el que al mismo tiempo es un bípedo, un trípedo y un cuadrúpedo?» Una versión más elaborada es la que presenta Aristófanes el gramático:

Existe sobre la tierra un ser bípedo y cuadrúpedo, que tiene solo una voz, y es también trípode. Es el único que cambia su aspecto de cuantos seres se mueven por tierra, aire o mar. Pero, cuando anda apoyado en más pies, entonces la movilidad de sus miembros es mucho más débil.

Otra elocución del acertijo es la siguiente: «¿cuál es la única criatura que al amanecer anda a cuatro patas, al mediodía anda a dos y al caer la tarde anda a tres?».
Según algunos relatos (pero mucho más raramente), había un segundo acertijo: "Hay dos hermanas: una da a luz a la otra y ésta, a su vez, da a luz a la primera. ¿Quiénes son las dos hermanas?". La respuesta es "el día y la noche" (ambas palabras -ἡμέρα y νύξ, respectivamente- son femeninas en griego antiguo). Este segundo enigma también se encuentra en una versión gascona del mito y podría ser muy antiguo.

##### El enigma en la cultura popular
En la versión teatral de Jean Cocteau de la leyenda de Edipo, La máquina infernal, la Esfinge le cuenta a Edipo la respuesta al enigma para suicidarse y no tener que matar más, y también para que él la ame. Se marcha sin darle las gracias por haberle dado la respuesta al enigma. La escena termina cuando la Esfinge y Anubis ascienden de nuevo a los cielos.
Existen interpretaciones míticas, antropológicas, psicoanalíticas y paródicas del Enigma de la Esfinge y de la respuesta de Edipo. Sigmund Freud describe "la pregunta de dónde vienen los bebés" como un acertijo de la Esfinge.

Numerosos libros de adivinanzas utilizan la Esfinge en su título o en sus ilustraciones.

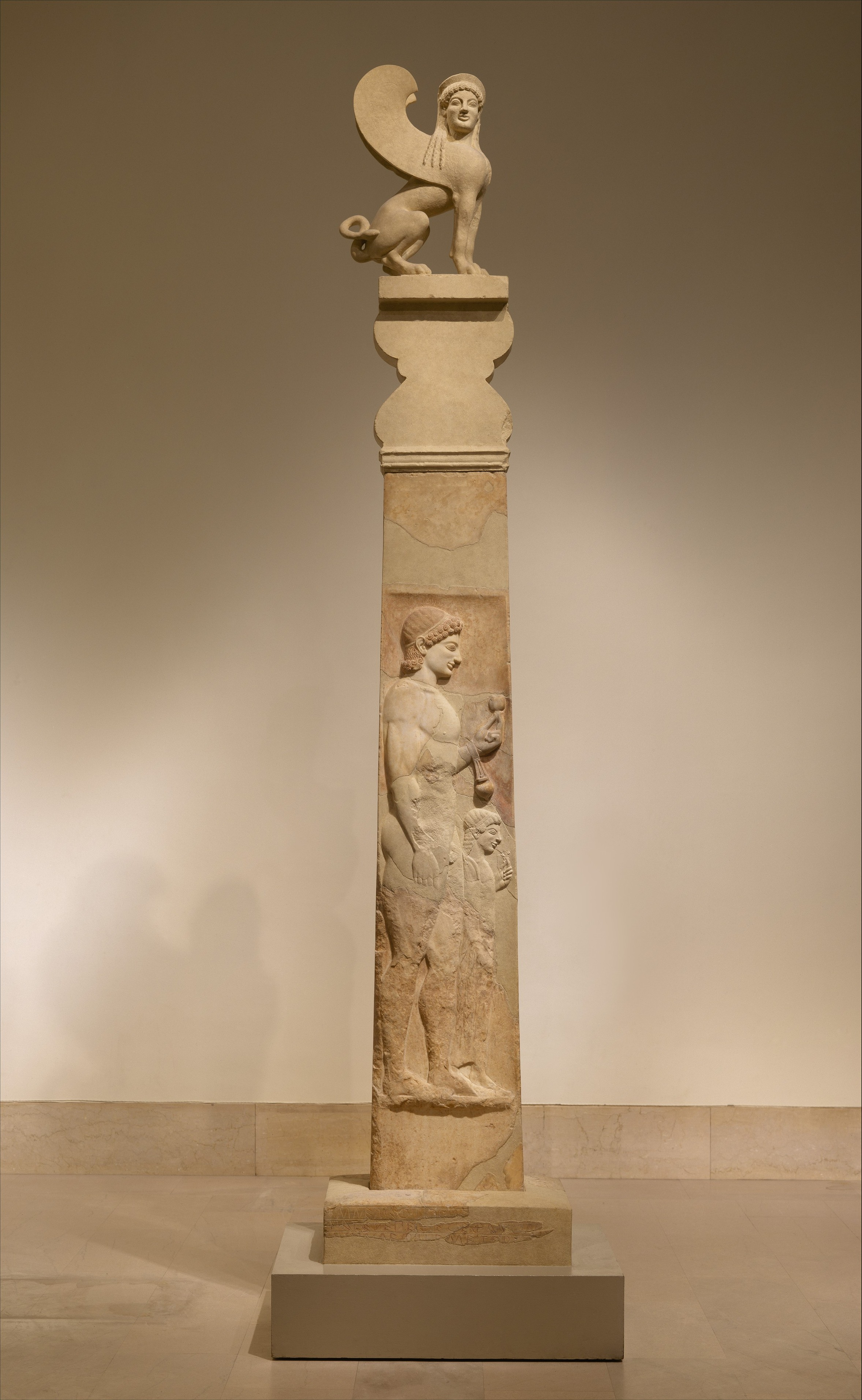
Estela funeraria, 530 a. C., Grecia.
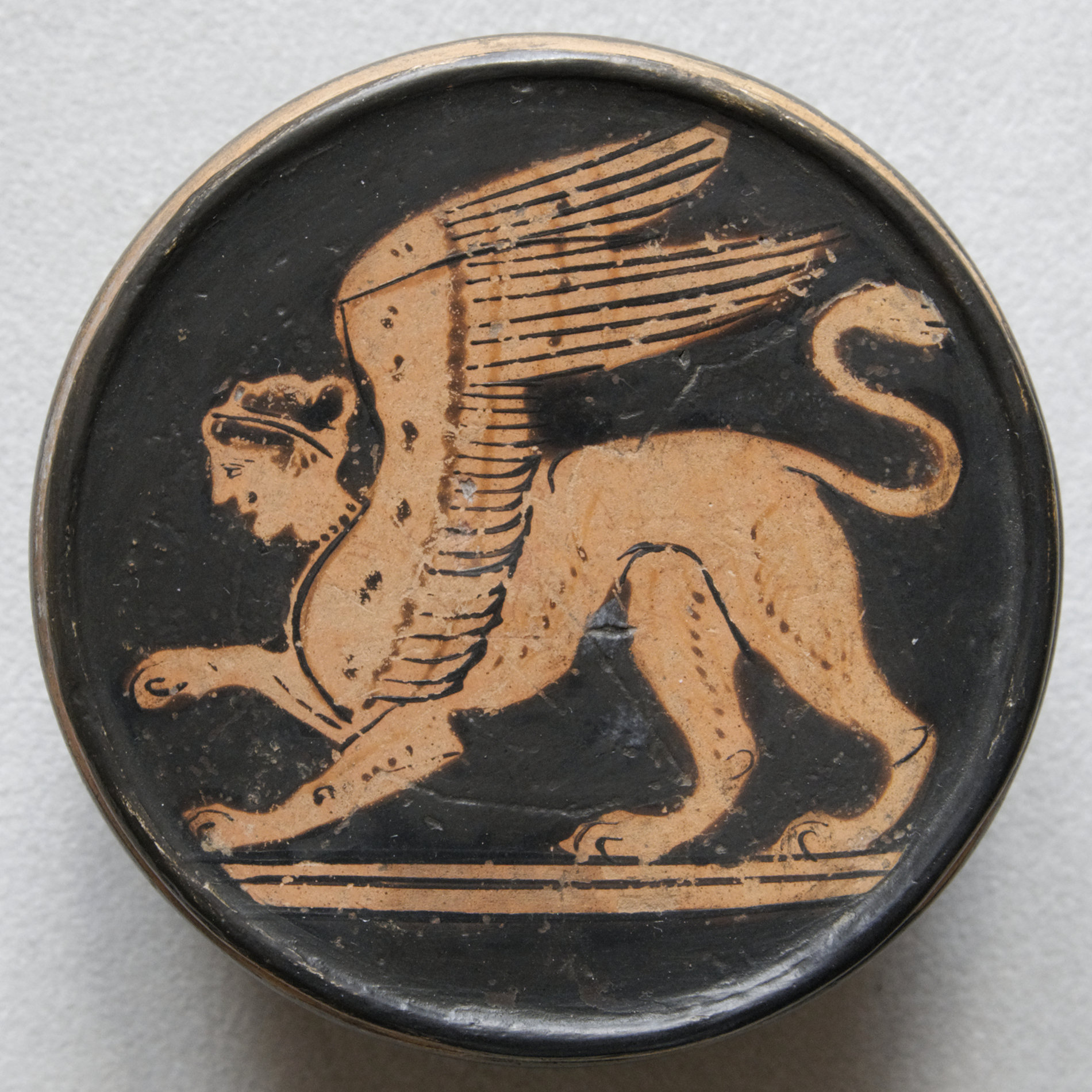
Esfinge. Pyxis ático de figuras rojas, segunda mitad del siglo V a. C. De Nola (Italia).
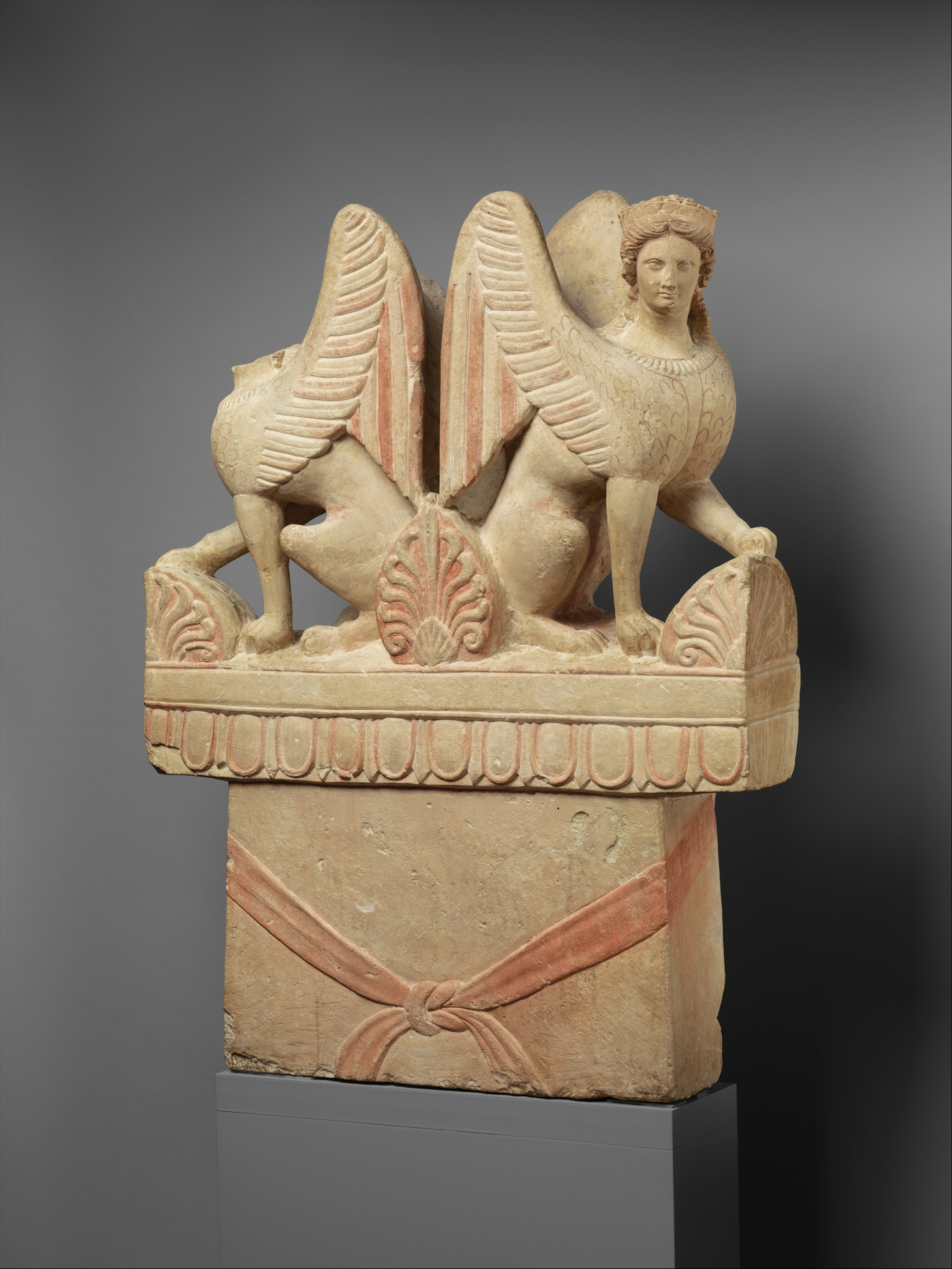
Estela funeraria de piedra caliza (fuste) coronada por dos esfinges. Grecia, siglo V a. C.
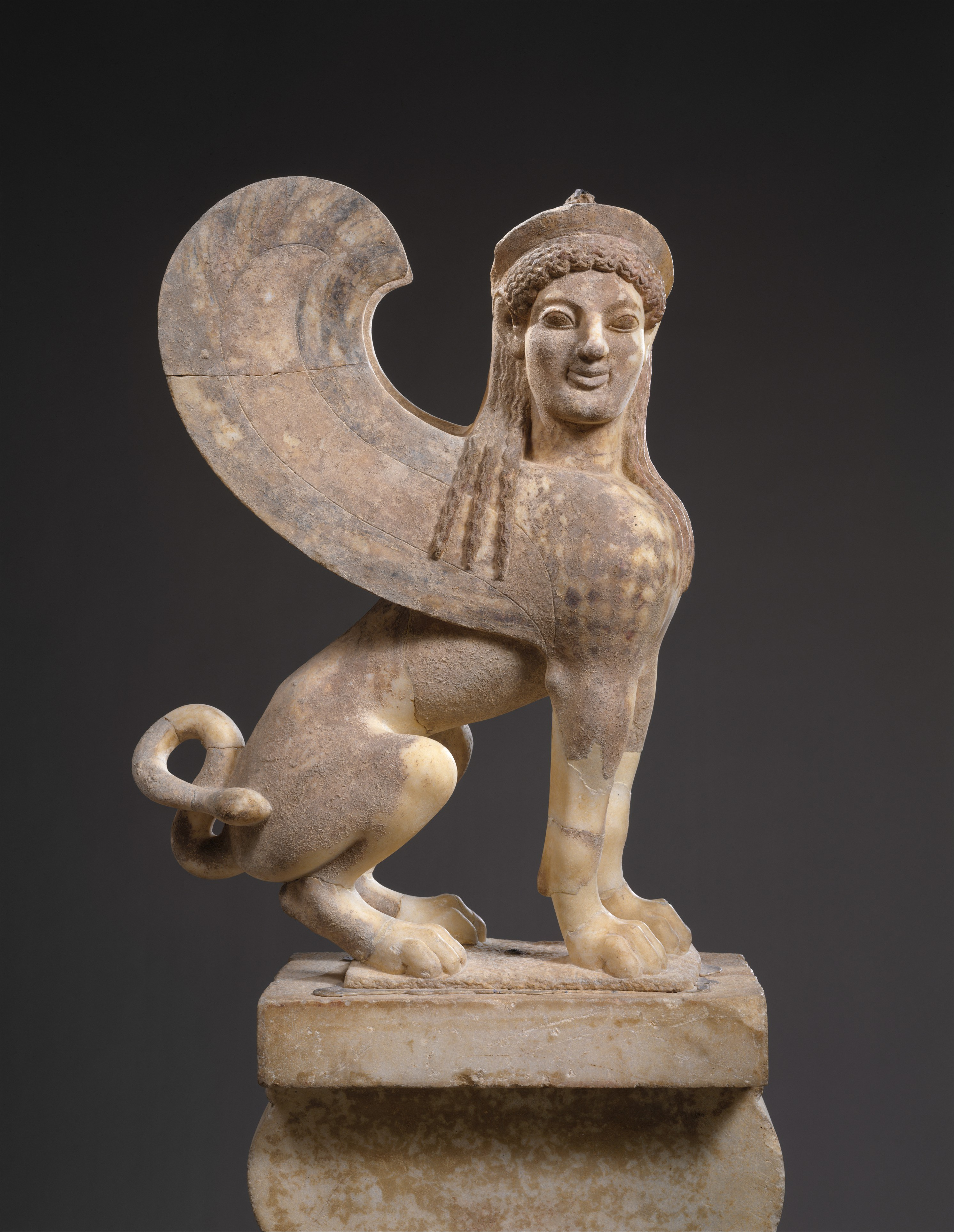
Capitel de mármol y remate en forma de esfinge, 530 a. C.
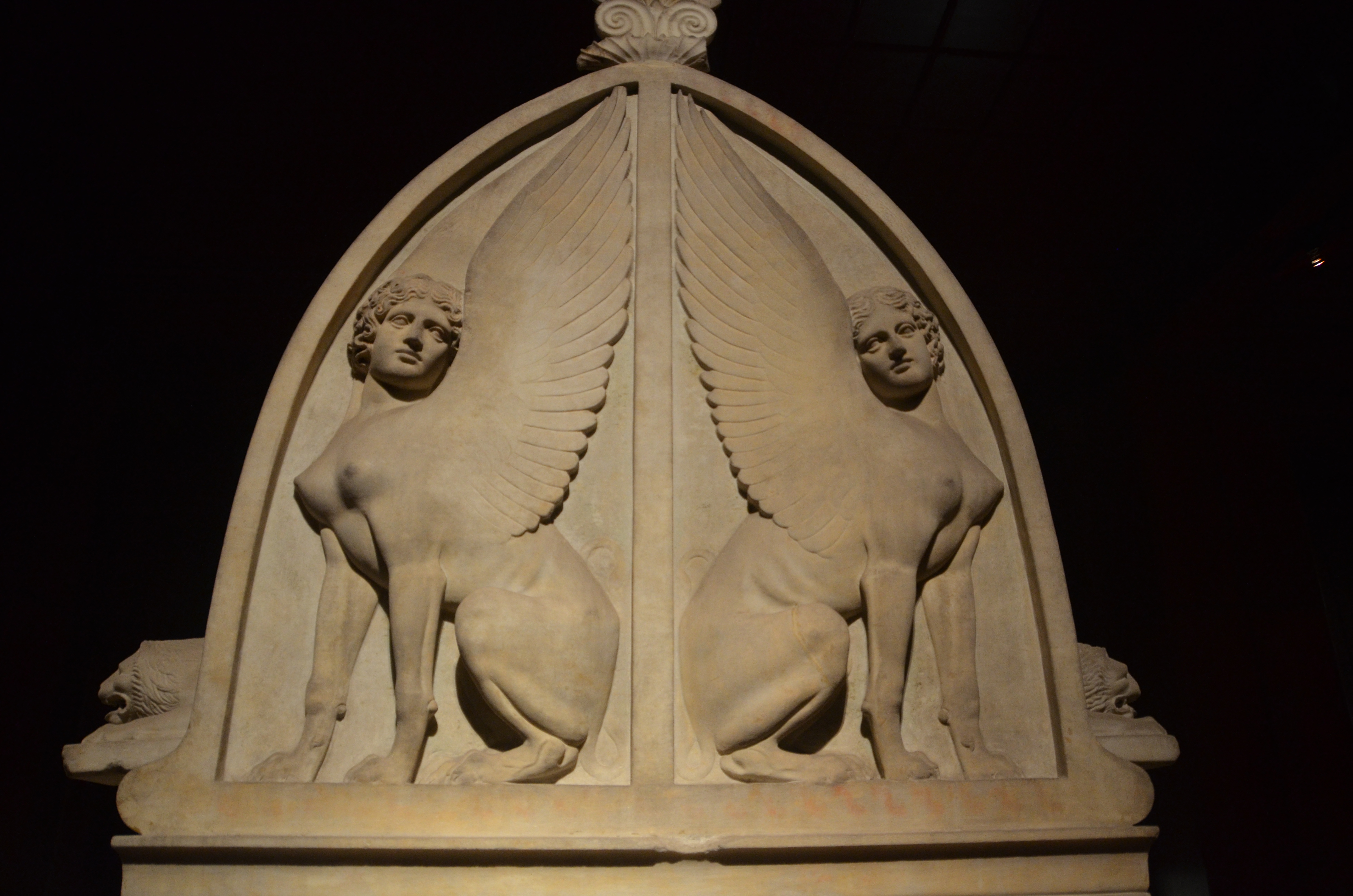
Esfinges en el sarcófago licio de Sidón (430-420 a. C.).

## Edipo y la muerte de la Esfinge

Edipo y la Esfinge. Reconstrucción del tondo de un kylix ático de figuras rojas, 480-470 a. C., de Vulci.

Varios trataron de resolver el enigma de la Esfinge y fallaron, siendo muertos; entre ellos Hemón, hijo de Creonte. Ante tan angustiosa situación, el rey hizo una proclama a toda Grecia prometiendo que daría el reino, y a su hermana Yocasta en matrimonio, a quien resolviera el enigma de la Esfinge. Muchos vinieron de remotos lugares y fallaron en dar la solución, pero Edipo, el hijo perdido de Layo y Yocasta, lo interpretó correctamente. Según Aristófanes el gramático, estas habrían sido las palabras con que Edipo respondió a la Esfinge:

Escucha, aun cuando no quieras, Musa de mal agüero de los muertos, mi voz, que es el fin de tu locura. Te has referido al hombre, que cuando se arrastra por tierra, al principio, nace del vientre de la madre como indefenso cuadrúpedo y, al ser viejo, apoya su bastón como un tercer pie, cargando el cuello doblado por la vejez.

Según Higino, al escuchar la respuesta de Edipo, la Esfinge saltó desde el monte, que era su guarida, en busca de la muerte. Apolodoro afirma que no saltó desde un monte, sino desde la acrópolis de Tebas. Hay otros, como Eurípides, que señalan que no saltó, sino que fue el propio Edipo quien la arrojó montaña abajo. Otra versión afirma que la Esfinge espantada huyó hacia el desierto de Egipto donde quedó petrificada y desde allí Momo el dios del sarcasmo se burla de ella.

Como recompensa, Edipo se casó con la reina (su verdadera madre) y se convirtió en el regente de Tebas.

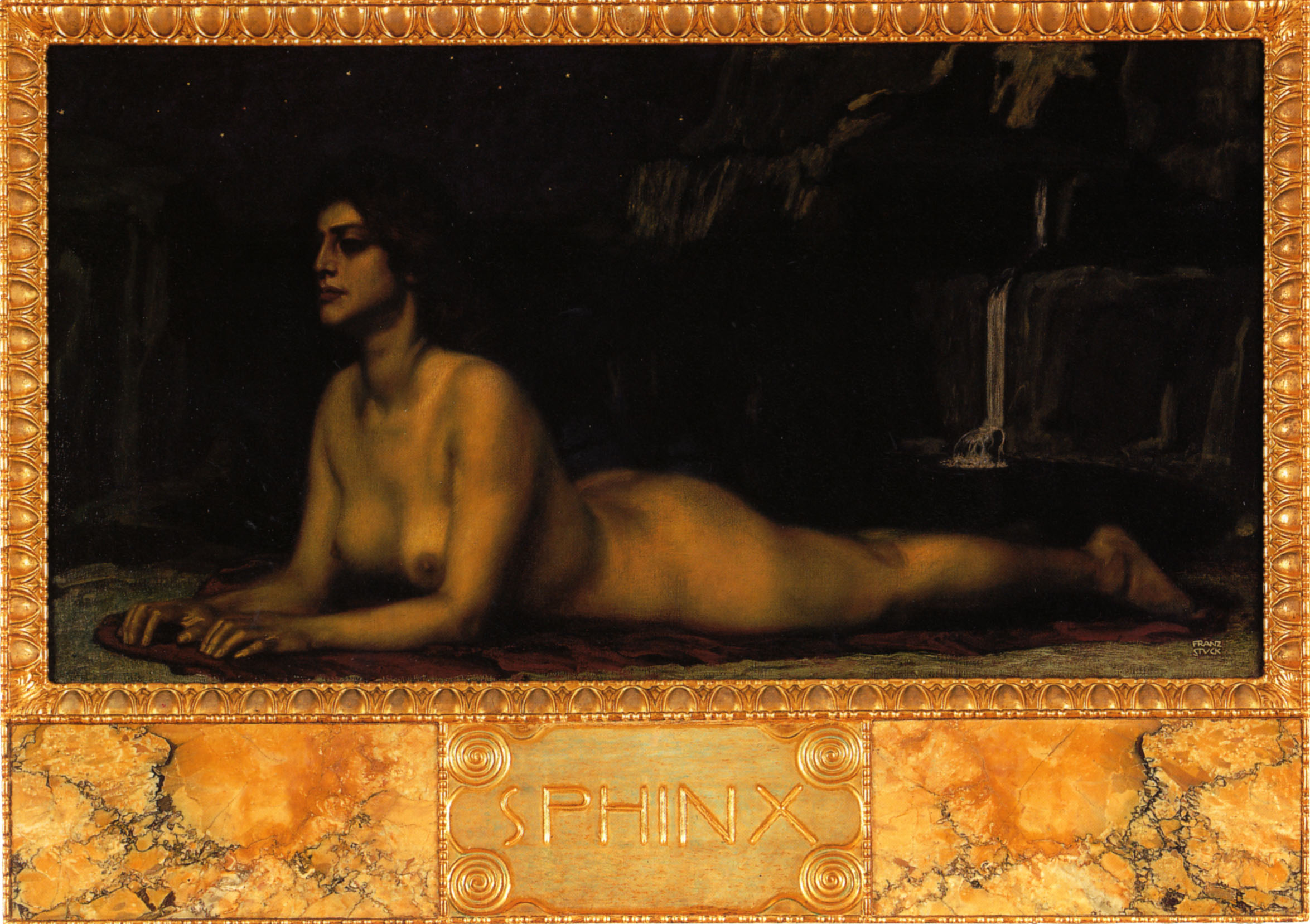
Esfinge por Franz von Stuck.

## Egipto

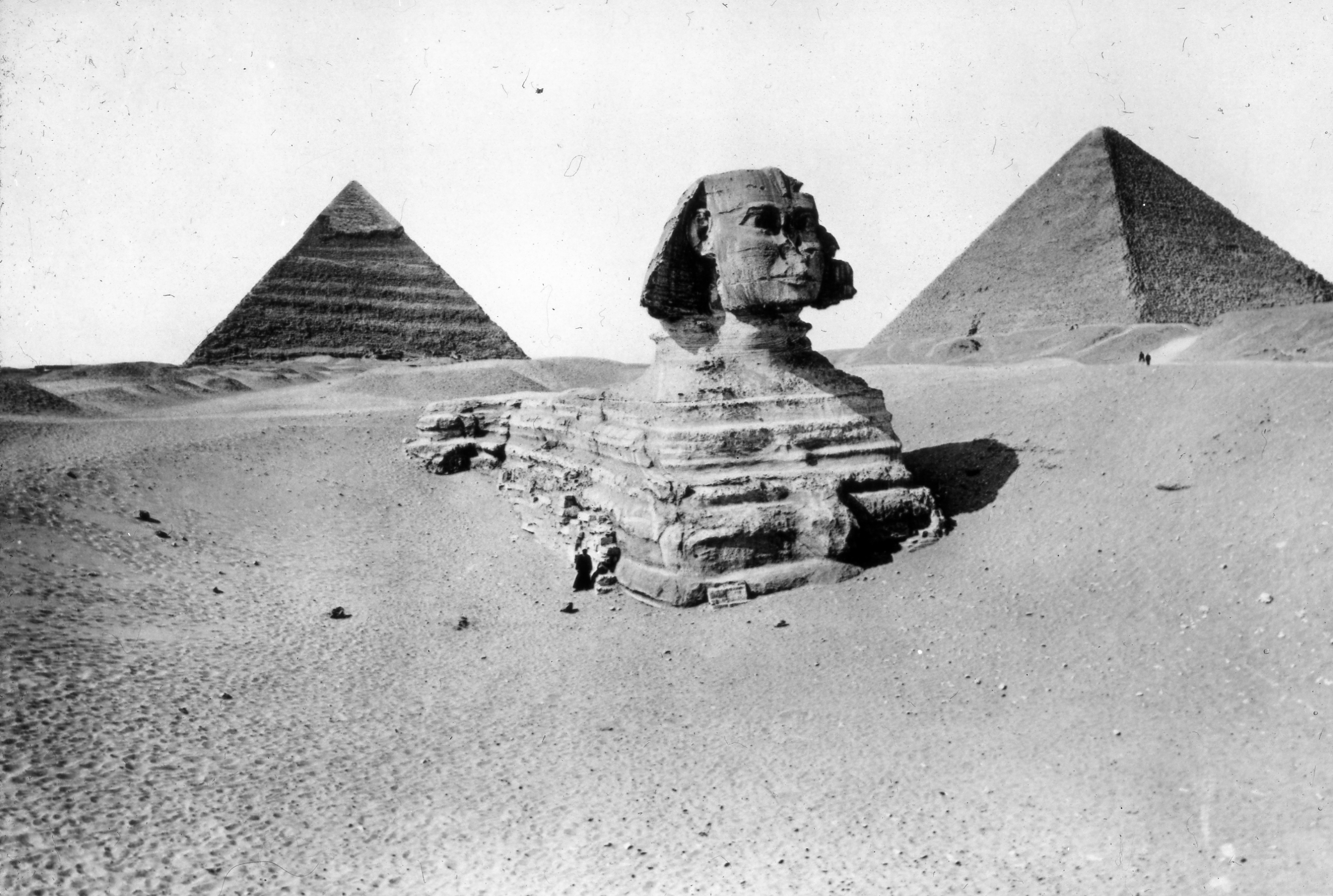
Gran Esfinge antes de la limpieza, Archivos del Museo de Brooklyn.

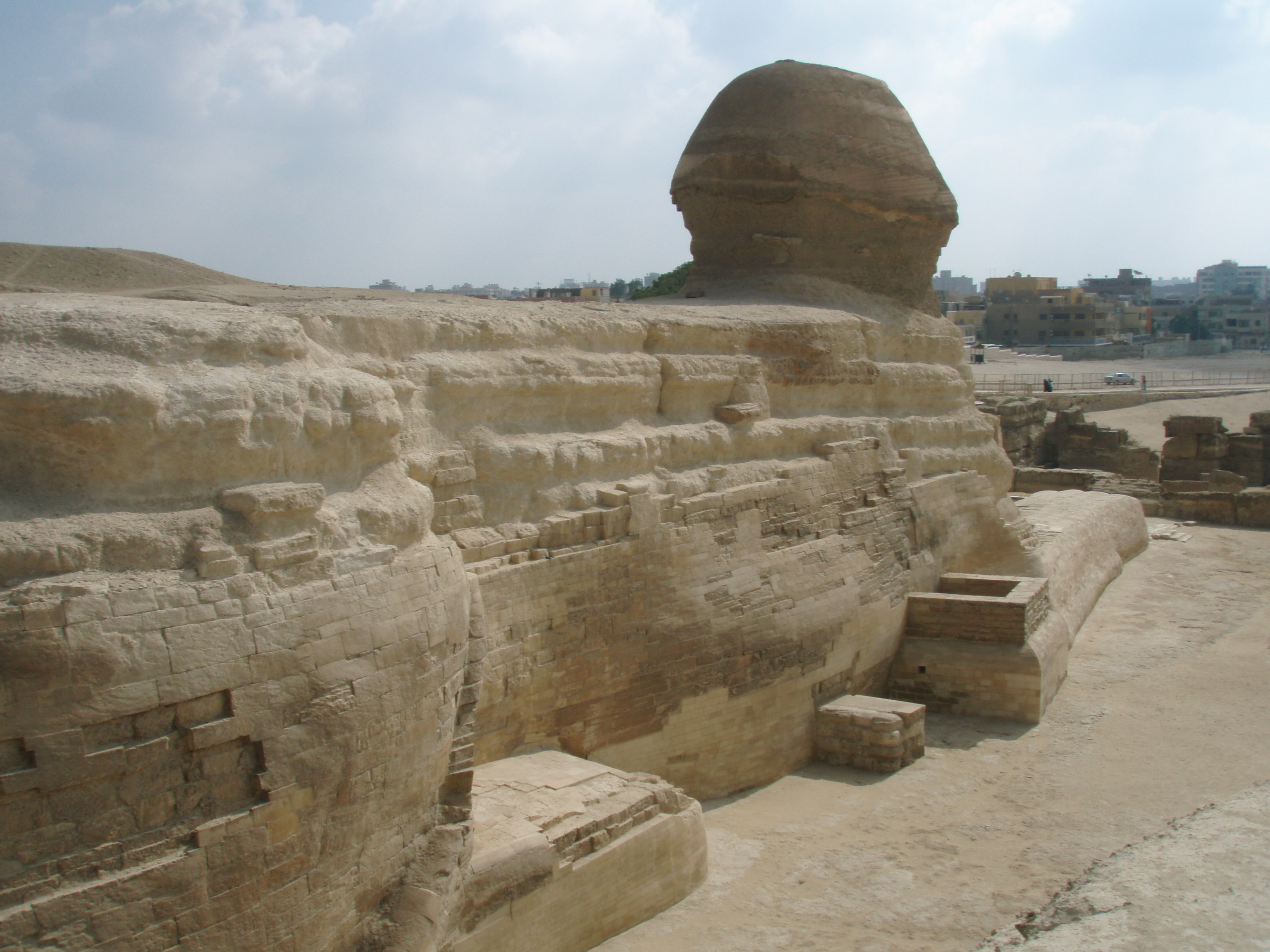
Sector posterior de la Gran Esfinge, Guiza, Egipto.

La mayor y más famosa esfinge es la Gran Esfinge de Guiza, situada en la meseta de Guiza adyacente a las Grandes Pirámides en la orilla oeste del río Nilo y orientada hacia el este (29°58′31″N 31°08′15″E / 29.97528, 31.13750). La esfinge se encuentra al sureste de las pirámides. Aunque no se sabe con certeza la fecha de su construcción, el consenso general entre los egiptólogos es que la cabeza de la Gran Esfinge está tallada a semejanza del faraón Khafra, datándola entre el 2600 y el 2500 a. C.. Sin embargo, una minoría marginal de geólogos de finales del siglo XX ha afirmado la existencia de pruebas de erosión hídrica en el recinto de la Esfinge y sus alrededores, lo que demostraría que la Esfinge es anterior a Khafre, en torno a 10.000 o 5000 a. C., una afirmación a la que a veces se hace referencia como la hipótesis de la erosión hídrica de la Esfinge, pero que tiene poco apoyo entre los egiptólogos y contradice otras pruebas.
Se desconoce qué nombres dieron sus constructores a estas estatuas. En el yacimiento de la Gran Esfinge, una inscripción del año 1400 a. C. en una estela perteneciente al faraón de la dinastía XVIII Tutmosis IV enumera los nombres de tres aspectos de las deidades locales del sol de ese período, Jepri-Ra-Atum. Muchos faraones hicieron esculpir sus cabezas sobre las estatuas guardianas de sus tumbas para mostrar su estrecha relación con la poderosa deidad solar Sekhmet, una leona. Además de la Gran Esfinge, otras esfinges egipcias famosas son la que lleva la cabeza de la reina faraón Hatshepsut, con su imagen esculpida en granito, que ahora se encuentra en el Metropolitan Museum of Art de Nueva York, y la esfinge de alabastro de Menfis o Esfinge de Menfis, situada actualmente en el museo al aire libre de ese lugar. El tema se amplió para formar grandes avenidas de esfinges guardianas que bordeaban los accesos a tumbas y templos, además de servir como detalles en lo alto de los postes de tramos de escaleras de complejos muy grandiosos. En Tebas, donde su culto era más fuerte, se construyeron novecientas esfinges con cabeza de carnero (crioesfinges), que se creía representaban a Amón. En Karnak, cada crioesfinge está precedida por una estatua de cuerpo entero del faraón. La misión de estas esfinges era contener las fuerzas del mal.
La Gran Esfinge se ha convertido en un emblema de Egipto, que aparece con frecuencia en sus sellos, monedas y documentos oficiales.

## Criaturas híbridas similares
- Gopaitioshah : el Gopat persa o Gopaitioshah es una criatura similar a la Esfinge, siendo un toro o león alado con rostro humano.[47][48] Fueron representados en el arte antiguo de Irán desde finales del segundo milenio antes de Cristo y eran un símbolo común del poder real dominante en el antiguo Irán. Los gopats eran motivos comunes en el arte del período elamita, Luristán, la región norte y noroeste de Irán en la Edad del Hierro y el arte aqueménida,[49] y se pueden encontrar en textos como el Bundahishn, el Dadestán-i Denig, el Menog-i Xrad, así como en colecciones de cuentos, como el Matikan-e yusht faryan y en su réplica islámica, el Marzubannama.[50]
- Estatuilla de Hombre león, de 32 000 años de antigüedad, es la estatua antropomórfica más antigua conocida, descubierta en Stadel-Hohlenstein, una cueva alemana en 1939.[51]
- La Mantícora, del persa medio temprano Mardyakhor o Martikhwar, significa: devorador de hombres[52] y es una criatura híbrida legendaria iraní.
- Narasinja ("hombre-león") se describe como una encarnación (Avatar) de Vishnu dentro de los textos puránicos del hinduismo que toma la forma de mitad hombre/mitad león asiático, con un torso y parte inferior del cuerpo humano, pero con el rostro de un león y garras.
- Tulevieja, monstruo mitad mujer y mitad ave de la mitología indígena centroamericana.

## Esfínge en la cultura popular
Algunos ejemplos del esfínge o alguna de sus variantes productos de la cultura popular:

### Cómics
- En la segunda historieta Mickey Mouse Adventures de 1990, "The Riddle of the Runaway Sphinx", Mickey y Goofy viajan a Egipto donde descubren que la Esfinge ha desaparecido, robada por el Dr. Doublecross al el Sr. Pettigred.

### Videojuegos
- En el videojuego de 1987, Wonder Boy in Monster Land, aparece una esfinge como el jefe de la pirámide, donde se pregunta dando unas tres opciones, la respuesta correcta cambia en cada partida, y puede obtener una pista de la respuesta correcta. Si la respuesta es correcta, la Esfinge permitirá que Book continúe, ahorrando tiempo y salud. Si la respuesta es incorrecta, el jugador deberá luchar contra él, con mucha salud, y le llevará un tiempo derrotarlo.
- En el videojuego de 1989, Wonder Boy III: The Dragon's Trap, aparece una esfinge como una pequeña ubicación en el Desierto.
- En el videojuego de 1990, Teenage Mutant Ninja Turtles: World Tour, Las Tortugas Ninja visitan este monumento, se encuentra a un Esfinge de Giza.
- En el videojuego de 1990, Maru's Mission, Maru viaja a Egipto, donde se encuentra a la Esfinge como mini-jefe.
- En el videojuego de 1991, Wonder Boy in Monster World, aparece como un desafío al final de la Pirámide del Desierto de Maugham. Para enfrentarse a ella, solo hay que responder cinco preguntas sobre el juego. Si cuatro de ellas son correctas, la Esfinge es derrotada y Shion podrá obtener la Llave Estelar. Si todas las preguntas son incorrectas, provocará a Shion para que repita las preguntas. Si las cinco preguntas son correctas, la Esfinge también otorgará una Magia de Trueno. Sin embargo, hay un fallo que podría impedir que el jugador la obtenga si ya se obtuvo una Magia de Trueno, lo que impide su mejora.
- En el videojuego de 1992, Ganbare Goemon Gaiden 2: Tenka no Zaihō, en la escena del pirámide aparece a un Pupinx, que se parece a un esfinge con cabeza de perro.
- En la versión de SNES de Teenage Mutant Ninja Turtles: Tournament Fighters de 1993, La Gran Esfinge aparece extrañamente en el fondo del escenario Mt. Olympus, a más de 2000 millas de donde se supone que está situada en realidad.
- En el videojuego de 1994 Monster World IV, aparece con la nariz rota en la fuera de la Pirámide de Hielo. Asha debe hablar con ella para acceder a cada parte de la pirámide. Tras completar dos partes, la Esfinge deberá superar un cuestionario que deberá responder para acceder a la parte final.
- En el videojuego de 1995, Legend of Illusion Starring Mickey Mouse, se encuentra a un esfinge, donde Mickey Mouse debe preguntar a él y buscar a Duckingham en rescatar a Goofy.
- En el videojuego de 1999, Tomb Raider: The Last Revelation, se encuentra a un esfinge, donde Lara Croft Lara se arrodilla cerca del monumento, y lo examina con atención, se puede leer los fragmentos de la inscripción de voz alta.
- En el videojuego de 2000 basada en la película del mismo nombre, Tweety's High-Flying Adventure, en esta escena, Piolín viaja a Egipto donde se encuentra a un esfinge.
- En el videojuego de 2001, Scooby-Doo! Jinx at the Sphinx, Shaggy, Scooby Doo, Daphne, Freddy y Velma (miembros de la Máquina del Misterio), viajan al Egipto para buscar la momía, donde se puede ver a un gran Esfinge.
- En el videojuego de 2018, Monster Boy and the Cursed Kingdom, aparece en los Templos Perdidos. Jin debe responder correctamente tres preguntas seguidas para acceder al templo que protege, el cual contiene uno de los Orbes Sagrados. Si se equivoca, la Esfinge expulsará a Jin de su habitación y deberá volver a realizar el examen.

### Televisión
- En el episodio de Patoaventuras de 1987, "Una Esfinge Para El Recuerdo", se encuentra en un esfinge con la cabeza de Pato, donde se usa los rayos de luna encantados cuando, Donald realmente se convierte en el Confuso.
- En los episodios de Chip 'n Dale Rescue Rangers de 1989 se encuentran:
  - "Dale Beside Himself", cuando Gadget Hackwrench presiona el botón de Ranger Plane junto con el clón alien de Dale, se despega demasiado rápido, se puede ver a un Esfinge.
  - "Throw Mummy From the Train", como el guardián/demonio de los diamantes del Faraón, cuando Hiram advierte a los Rescue Rangers que sin un faraón que lo controle, Egipto tendría un peligro mortal con su presencia.
  - "It's a Bird, It's a Insane, It's Dale", Los Rangers parten viajan con Ranger Plane, donde se encuentran con una Esfinge junto con la Torre Infel o la Estatua de la Libertad, fueron robados por Seymour.
- En el episodio de Gargoyles, "Grief" (1995), la esfinge aparece en este lugar sirve como el lugar donde el Emir y la Manada (solo con Jackal, Hiena, Lobo y Coyote 3.0) fueron llevados para invocar a Anubis usando el Pergamino de Thoth. Posteriormente, el Clan Manhattan (compuesto por Goliat, Elisa, Ángela y Bronx) entró como parte de la Gira Mundial de Ávalon. Posteriormente, el Emir selló completamente el complejo para que nadie pudiera volver a entrar en la Esfinge en busca de Anubis.

### Películas
- En la película de 2000, Tweety's High-Flying Adventure, Piolín viaja a la vuelta al mundo, porque se embarca a Egipto donde se encuentra a un esfinge, cuando intenta dormir en Egipto, Silvestre y otros gatos lo persiguen hasta una tumba, pero escapa.